# NGC 6624
NGC 6624 (również GCL 93 lub ESO 457-SC11) – gromada kulista znajdująca się w gwiazdozbiorze Strzelca. Odkrył ją William Herschel 24 czerwca 1784 roku. Jest położona w odległości ok. 25,8 tys. lat świetlnych od Słońca oraz 3,9 tys. lat świetlnych od centrum Galaktyki.